# 盐和光
盐和光是《新约圣经》中记载的耶稣的《登山寶訓》使用的一个比喻，在《马太福音》第5章第13-16节：“你们是世上的盐。盐若失了味，怎能叫它再鹹呢？以后无用，不过丢在外面，被人践踏了。你们是世上的光。城造在山上，是不能隐藏的。人点灯，不放在斗底下，是放在灯台上，就照亮一家的人。你们的光也当这样照在人前，叫他们看见你们的好行为，便将荣耀归给你们在天上的父。”
比喻分为地上的盐和世上的光，第一个比喻又引申为“盐若失了味，以后无用，不过丢在外面”；第二个比喻又是进一步引申为“城造在山上，是不能隐藏的”和“人点灯，不放在斗底下”。《约翰福音》也提到“世上的光”，但那里是耶稣自称是“世上的光”，而不是指他寻找的人。
《马可福音》第9章第50节和《路加福音》第14章第34节也分别提到了“盐”。
对于“地上的盐”的确切含义一直有争议。这部分是因为盐在古代世界已经广泛适用。以下是几种可能性：
- 出埃及记、以西结书和列王纪中，盐作为净化剂。
- 利未记、民数记和历代志中，盐作为神立约的记号。
- 盐最重要的用途是作为防腐剂，因此该比喻最常见的解释是防止被世界腐化。
- 这一时期希伯来文学中盐比喻智慧。
- 盐是一些肥料的成分，少数学者认为“地”应该翻译成“土壤”，因此认为盐是用来帮助世界进步繁荣。

食盐（主要成分为氯化钠）是一种非常稳定的物质，不易失去味道，因此“盐若失了味”不能按字面看做真正的盐。最常见的解释是当时的盐相当不纯，不仅由于提取方法，而且由于奸商掺杂了其他物质。
“地上的盐”已经成为英语的常用措辞，不过现代的用法已经与圣经原意有所不同，多指某人谦逊缺少主张。该比喻多次见于文艺作品中。1954年的一部电影和滚石乐队的一首歌曲以此为题。
“山上的城”比喻最著名的应用是约翰·温思罗普的讲道《山上的城》，预见到新兴的美洲殖民地将成为世界其他地方的灯塔，后来美国总统约翰·肯尼迪和罗纳德·里根都加以引用。
“灯放在斗底下”比喻也非常有影响：
- 查理曼引用此比喻在全帝国建立一批学校和大学
- 维多利亚时期圣诗“耶稣吩咐我们发光”（Jesus Bids us Shine）
- 流行歌曲“This Little Light of Mine”
- 出现在托马斯·哈代的《Far from the Madding Crowd》
- 詹姆斯·乔伊斯的《A Portrait of the Artist as a Young Man》中